# Dumbrava (Cornu Luncii), Suceava
Dumbrava este un sat în comuna Cornu Luncii din județul Suceava, Moldova, România. Din punct de vedere geografic, el este situat în Podișul Sucevei. Principala activitate economică a localității este agricultura.

## Obiective turistice
- Biserica "Sf. Cuvioasă Parascheva" din Dumbrava